# Fratta Polesine
Fratta Polesine es un municipio italiano de 2.745 habitantes en la provincia de Rovigo (región del Véneto). Se trata de un lugar habitado desde antiguo, como lo demuestran los descubrimientos de las excavaciones realizadas en torno al año 1967 en la localidad Frattesina; se encontraron hallazgos arqueológicos, sobre todo cerámicos y óseos, relativos a un asentamiento proto-vilanoviano.

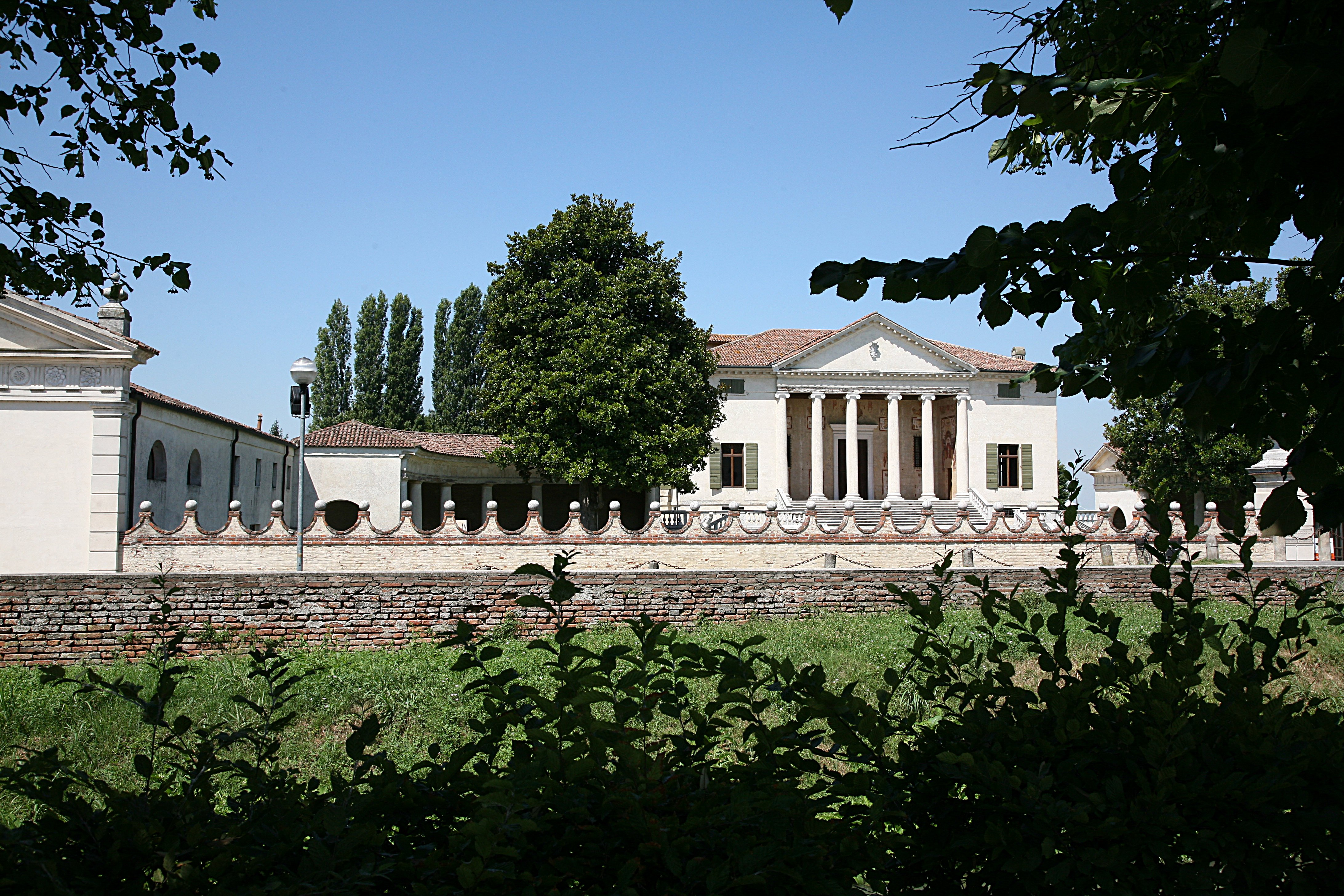
Villa Badoer, villa palladiana en Fratta Polesine.

Fratta es conocida sobre todo por la Villa Badoer, construida por el arquitecto Andrea Palladio en el año 1570 y declarada Patrimonio de la Humanidad por la Unesco.
Fratta Polesine está hermanada con Tulcea  Rumania
Personaje ilustre de esta ciudad fue Giacomo Matteotti, diputado socialista asesinado por el régimen fascista (1885-1924).

## Evolución demográfica
| Gráfica de evolución demográfica de Fratta Polesine entre 1861 y 2001 |
|                                                                       |
| Fuente ISTAT - elaboración gráfica de Wikipedia                       |